# Athenry
Athenry (en irlandès Átha an Rí, æθənˈraɪ gual dels reis) és una ciutat històrica medieval situada a uns 23 km de Galway (Irlanda).

## Curiositats
Fou fundada en el segle xiii per Meiler de Birmingham, qui va envoltar la ciutat amb un mur. És l'única ciutat murallada d'Irlanda que encara manté intactes les parets, les quals encara són clarament visibles pels visitants. Athenry està situat en el cor d'un país ric en agricultura i es va fer famós per la cançó tradicional The Fields of Athenry (Els camps d'Athenry). El reconegut Festival Medieval d'Agost s'ha convertit en una atracció turística molt popular.

## Agermanaments
- Quimperlé (Kemperle)

## Galeria d'imatges

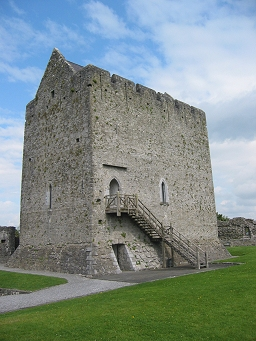
Castell d'Athenry
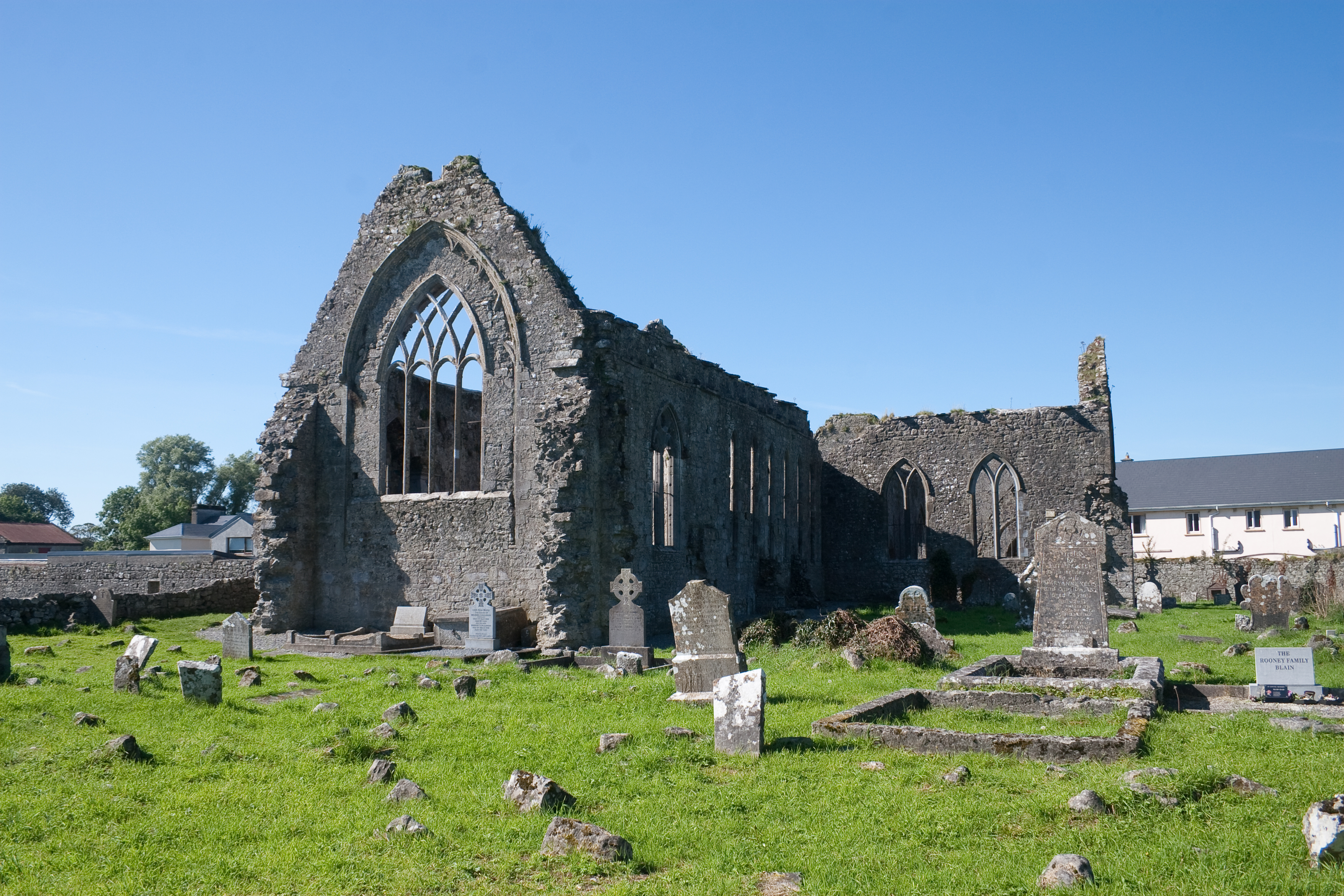
Priorat dominicà
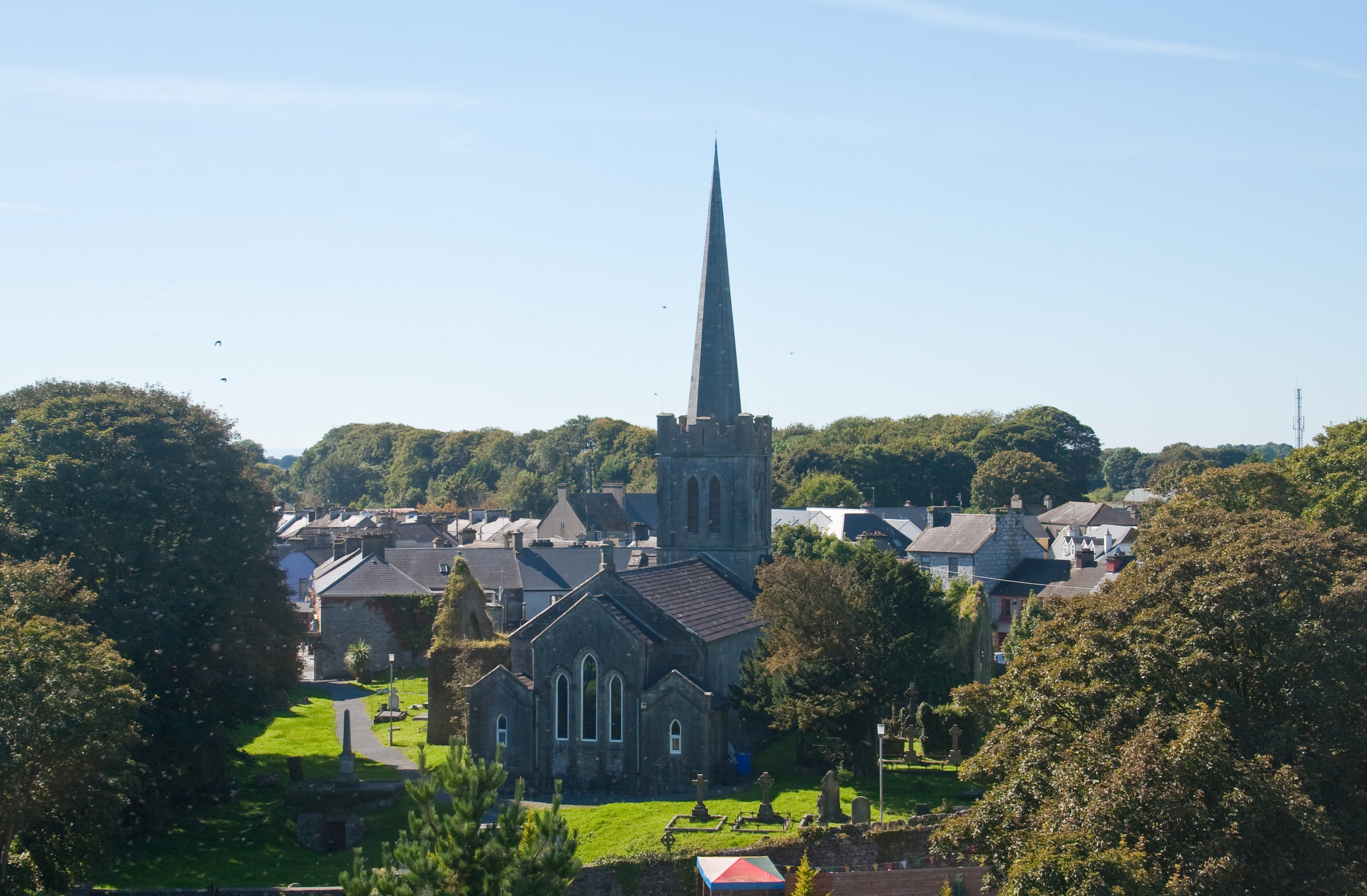
Església St Mary's Parish